# المواسطة (مناخة)

تعديل مصدري - تعديل

المواسطة هي إحدى قرى عزلة الاغمور بمديرية مناخة التابعة لمحافظة صنعاء، بلغ تعداد سكانها 819 نسمة حسب تعداد اليمن لعام 2004.